# Ciaran Kilheeney
Ciaran Kilheeney (sinh ngày 9 tháng 1 năm 1984) là một cầu thủ bóng đá người Anh, thi đấu cho Droylsden.

## Sự nghiệp
Sau thời gian tại Exeter City ở Football League và Mossley, cựu cầu thủ trẻ Manchester City gia nhập Burscough từ Ashton United. Anh ghi 20 bàn giúp The Linnets thăng hạng 2007, trước khi đồng dẫn đầu ở Conference North mùa giải sau đó.
Vào tháng 7 năm 2010, Kilheeney kí hợp đồng với đội bóng Conference North Droylsden. Anh rời đi vào tháng 3 năm 2012 và kí hợp đồng với Chorley, ghi 2 bàn thắng trong màn ra mắt tại Worksop Town.
Từ năm 2012 đến năm 2018, Kilheeney có nhiều thời gian thi đấu tại cả Warrington Town và Droylsden.